# کولکس
کولکس (نام علمی: Culex) نام یک سرده از خانواده پشه است.
گونه‌های مختلف کولکس در مناطق گرمسیری و معتدل کره زمین پراکنده‌اند. به‌طور کلی این پشه‌ها در نقاط مختلف دنیا یافت می‌شوند اما در مناطق معتدل وجود ندارند. گونه‌های کولکس، توانایی انتقال ووشرریا بانکروفتی و تعدادی از آربوویروسها را دارند. اهمیت کولکس‌ها در ایران بیشتر به خاطر ایجاد مزاحمت و گزش دردناک می‌باشد که علاوه بر درد و خارش ممکن است منجر به عفونتهای ثانویه هم گردند و ازطریق نیش زدن، مزاحمتهای جدی برای انسان فراهم می‌کنند.

## کالبدشناسی
در بالغ پشه‌های کولکس غالباً سینه، پاها و رگبال‌ها با فلس‌های تیره (اغلب قهوه‌ای) پوشیده شده‌اند.
شکم آن‌ها غالباً با فلس‌های قهوه ای یا سیاه پوشیده بوده ولی تعدادی فلس سفید نیز ممکن است بر روی اکثر بندها وجود داشته باشند. بالغ‌ها بیش از هر صفت تشخیصی برجسته ای به علت عدم دارابودن نقش و نگار شناخته می‌شوند. انتهای شکم ماده‌ها گرد بوده و سرسوس‌ها (Cerci) به داخل کشیده شده‌اند. ناخن‌های پنجه‌های پا ساده بوده و ناخن‌های پنجه‌های پاهای عقب بسیار کوچک هستند. کلیه پنجه‌های پا دارای بالشتک (pulvillus )های کاملاً رشد کرده و «گوشتالو» هستند. از دیگر صفات وجود فلس‌های حاشیه ای در ناحیه آلولابال‌ها (alula)، عدم وجود ابریشم‌های پس تنفسی (postpiracular bristles) و عدم وجود فلس و ابریشم در ناحیه منفذ تنفسی (Spiracular area) می‌باشد(۲).
تخم پشه‌های کولکس قهوه‌ای رنگ، طویل و استوانه ای بوده و به‌طور ایستاده در کنار یکدیگر بر روی سطح آب قرار می‌گیرند.